# Лоу, Джордж Дэвид
Джордж Дейвид Лоу (англ. George David Low, 19 февраля 1956, Кливленд, штат Огайо — 16 марта 2008, Рестон, Виргиния) — астронавт НАСА.

## Биография
Учился в средней школе города Мак-Лейн в Виргинии, которую окончил в 1974 году. После школы поступил в Университет Вашингтона и Ли, который окончил в 1978 году со степенью бакалавра наук по технической физике. После учился в Корнеллском университете, который окончил в 1980 году со степенью бакалавра наук по машиностроению.
Начиная с марта 1980 года по июнь 1984 года работал в Калифорнийском технологическом институте в отделе разработки систем космических аппаратов, лаборатории реактивного движения, принимал участие в разработке зонда Галилео.
В 1983 году получил степень магистра наук по аэронавтике и астронавтике в Стэнфордском университете.
В мае 1984 года Лоу был зачислен в отряд астронавтов НАСА, как специалист полёта. Начиная с июля того же года прошёл курс общекосмической подготовки, которую окончил в июне 1985 года. По окончании подготовки получил квалификацию специалиста полёта и был назначен в Отдел астронавтов НАСА.
Совершил три полёта в космос в качестве специалиста по полётам.
Первый полёт совершил на шаттле «STS-32». Полёт проходил с 9 по 20 января 1990 года и его общая продолжительность составила 10 суток 21 час 1 минуту и 39 секунд.
Второй полёт совершил на шаттле «STS-43». Полёт проходил с 2 по 11 января 1991 года и его общая продолжительность составила 8 суток 21 час 22 минуту и 25 секунд.
Третий полёт совершил на шаттле «STS-57». Во время полёта один раз выходил в открытый космос (25 июня 1993 года). Полёт проходил с 21 июня по 1 июля 1993 года и его общая продолжительность составила 9 суток 23 часа 45 минут и 59 секунд; общая продолжительность пребывания в открытом космосе — 5 часов 50 минут.
Работал в Отделении дистанционного манипулятора шаттла и Отделении ВКД. Тестировал и проверял орбитальные ступени в космическом центре имени Кеннеди. Работал оператором связи с экипажем из Центра управления полётом. В 1993 году был назначен членом группы, в задачи которой входили проверка и обеспечение разрабатываемого в России оборудования. Также занимался вопросами перехода от орбитальной станции Freedom к станции МКС. С 1994 года работал менеджером Отделения управления полётами, а с 1995 года стал заместителем начальника юридического Отдела НАСА по вопросам взаимодействия с членами конгресса США.
В феврале 1996 года ушёл из отряда космонавтов и начал работать в Orbital Sciences Corporation в группе ракет-носителей.
Был женат, жена Джоан Эндочик. В семье один ребёнок. Увлекался теннисом, бегом и подводным плаванием.
Умер 16 марта 2008 года от рака. Похоронен в США, в штате Виргиния, в г. Стерлинг, на кладбище Sterling Cemetery.

## Награды
- Медаль НАСА «За исключительные заслуги»
- Медаль НАСА «За выдающееся лидерство»
- Три медали НАСА «За космический полёт»